# .50-90 Sharps
El .50-90 Sharps es un cartucho de pólvora negra para fusil que fue introducido por la Sharps Rifle Manufacturing Company en 1872, como un cartucho para la caza del bisonte norteamericano.

## Especificaciones
El diámetro de la bala era típicamente de 13 mm (0,512 pulgadas) de diámetro, con un peso de 21,7 a 45 g. Las cargas originales usando pólvora negra tienen una energía en boca en el rango de 2.210 a 2.690 julios, mientras que las cargas modernas usando pólvora sin humo entregan de 3.470 a 4.050 julios de energía.

## Historia
El .50-90 Sharps fue creado específicamente para la caza de bisontes. El bisonte es un animal grande, lo que dificulta abatirlo, creando una demanda por cartuchos diseñados para su caza. En el momento de su invención, no existían pólvoras o balas especiales, y el conocimiento sobre balística era bastante limitado. Debido a esto, cuando se intentaba crear un cartucho de caza mayor más efectivo, los diseñadores simplemente aumentaron las medidas de un cartuchos anterior.
Billy Dixon usó un fusil Sharps .50-90 en la segunda Batalla de Adobe Walls el 27 de junio de 1874 para realizar su legendario disparo de 1400 metros.